# The White Queen
The White Queen (englisch für ‚Die weiße Königin‘) ist eine britische Fernsehserie mit historischem Hintergrund und vielen fiktionalen Elementen, die auf der dreiteiligen Bestsellerromanreihe Die Königin der weißen Rose, Der Thron der roten Königin und Dornenschwestern von Philippa Gregory basiert. Die Serie erzählt den dramatischen Kampf um die Krone von England im 15. Jahrhundert. Sie stellt dabei eine Gemeinschaftsproduktion von BBC One und dem US-amerikanischen Fernsehsender Starz dar. Die Erstausstrahlung im Vereinigten Königreich erfolgte am 16. Juni 2013 auf BBC One. Aus historischer Perspektive weist die Serie verschiedentliche Ungenauigkeiten auf.

## Handlung
Im Jahr 1464 herrscht in England schon seit neun Jahren ein Krieg um die Thronfolge zwischen den beiden mächtigen Adelshäusern York und Lancaster, deren Familienwappen eine weiße (York) beziehungsweise eine rote Rose (Lancaster) zeigen. Das Haus York wird von dem jungen Edward IV. von England angeführt, der mit Hilfe seines mächtigen Cousins Richard Neville, 16. Earl of Warwick, zum König gekrönt wird. Kurz darauf trifft er die junge Elizabeth Woodville, deren Familie mit dem Hause Lancaster sympathisiert. Er verliebt sich, heiratet sie und macht sie zu seiner Königin. Dies missfällt Warwick, der Edward mit einer französischen Prinzessin verheiraten wollte und nun seine Pläne gefährdet sieht.
Warwick schmiedet deshalb einen neuen Plan: er verheiratet seine Tochter Isabel Neville mit Edwards Bruder George, Duke of Clarence. Davon erhofft er sich, dass sie Königin wird, sobald George an der Macht ist und er somit weiter Einfluss ausüben kann. Warwick nimmt König Edward gefangen und lässt Elizabeths Vater Richard Woodville und ihren Bruder John hinrichten. Um ihren Mann gegen seine Feinde zu unterstützen und blutige Rache zu nehmen, nutzen Elizabeth und ihre Mutter Jacquetta Woodville magische Kräfte.

## Entstehung und Veröffentlichung
Im September 2012 bestellte der US-amerikanische Fernsehsender Starz eine 10-teilige Staffel. Man kündigte die Serie in Zusammenarbeit mit BBC One an. Die zentralen Hauptrollen wurden mit Max Irons und Rebecca Ferguson besetzt. Zur Realisierung der Serie stand ein Budget in Höhe von 25 Millionen Pfund zur Verfügung. Gedreht wurde an 120 Tagen in und um Brügge. Man entschied sich für Belgien, da die Kulissen in London durch die vielen Kameras zur Straßenüberwachung nicht sinnvoll genutzt werden konnten. Dabei wurde die Serie in zwei verschiedenen Versionen gedreht: eine für BBC One und eine für Starz, die weitergehende Sexszenen enthält. Außerdem wurden Dialoge für die Starz-Version leicht verändert, da sich die Amerikaner nicht so gut in der britischen Geschichte auskennen wie die Briten.
Die Serie wurde zwischen dem 16. Juni und dem 18. August 2013 auf BBC One erstausgestrahlt. Sie startete vor 5,3 Millionen Zuschauern und hatte einen Marktanteil von 22,8 Prozent. In den darauffolgenden Wochen verlor die Serie an Zuspruch und pendelte sich bei 3,5 Millionen Zuschauern ein. Rechnet man die zeitversetzten Zuschauer mit ein, kam man während der zehn Episoden auf knapp 5 Millionen Zuschauer. Zur Serie wurde eine Dokumentation namens The Real White Queen and Her Rivals produziert und am 17. und 24. Juni 2013 auf BBC Two ausgestrahlt.
Der US-Sender Starz strahlte die Serie zwischen dem 10. August und dem 19. Oktober 2013 aus. In Deutschland wurde die Serie vom 30. September bis zum 2. Dezember 2013 auf dem Pay-TV-Sender Sky Atlantic HD ausgestrahlt. Im Free-TV wurde die Serie zu Pfingsten 2014 auf sixx ausgestrahlt.

## Besetzung und Synchronisation
Die deutsche Synchronisation wurde von der Scalamedia GmbH in Berlin nach einem Dialogbuch von Lutz Riedel durchgeführt, der auch Dialogregie führte.
| Hauptfigur                              | Darsteller        | Deutscher Sprecher |
| --------------------------------------- | ----------------- | ------------------ |
| Edward IV.                              | Max Irons         | Nico Sablik        |
| Elizabeth Woodville                     | Rebecca Ferguson  | Berenice Weichert  |
| Richard Neville, 16. Earl of Warwick    | James Frain       | Marcus Off         |
| George Plantagenet, 1. Duke of Clarence | David Oakes       | Alexander Doering  |
| Anne Beauchamp, 16. Countess of Warwick | Juliet Aubrey     | Christin Marquitan |
| Isabella Neville                        | Eleanor Tomlinson | Millie Forsberg    |
| Margaret Beaufort                       | Amanda Hale       | Sarah Riedel       |
| Richard III.                            | Aneurin Barnard   | Ricardo Richter    |
| Cecily Neville                          | Caroline Goodall  | Marianne Groß      |
| Anthony Woodville, 2. Earl Rivers       | Ben Lamb          | Tim Knauer         |
| Sir Henry Stafford                      | Michael Maloney   | Frank Röth         |
| Anne Neville                            | Faye Marsay       | Victoria Frenz     |
| Jasper Tudor                            | Tom McKay         | Peter Lontzek      |
| Jacquetta von Luxemburg                 | Janet McTeer      | Sabine Falkenberg  |
| Margarete von Anjou                     | Veerle Baetens    | Debora Weigert     |
| Richard Woodville, 1. Earl Rivers       | Robert Pugh       | Lutz Riedel        |

| Nebenfigur                            | Darsteller             | Deutscher Sprecher  |
| ------------------------------------- | ---------------------- | ------------------- |
| Eduard V.                             | Sonny Ashbourne Serkis |                     |
| Elizabeth of York                     | Freya Mavor            | Julia Stoepel       |
| Heinrich VI.                          | David Shelley          |                     |
| Edward of Westminster                 | Joey Batey             | Nick Forsberg       |
| Henry Tudor                           | Michael Marcus         |                     |
| Richard Welles                        | Hugh Mitchell          | Wanja Gerick        |
| William Herbert, 1. Earl of Pembroke  | Rupert Young           | Matthias Klie       |
| Thomas Stanley                        | Rupert Graves          | Charles Rettinghaus |
| Lord Strange                          | Andrew Gower           |                     |
| Robert Brackenbury                    | Shaun Dooley           |                     |
| Henry Stafford, 2. Duke of Buckingham | Arthur Darvill         |                     |

## Episodenliste
| Nr. | Deutscher Titel          | Originaltitel            | Erstausstrahlung USA | Deutschsprachige Erstausstrahlung (D) | Regie        | Drehbuch         |
| --- | ------------------------ | ------------------------ | -------------------- | ------------------------------------- | ------------ | ---------------- |
| 1   | Verliebt in einen König  | In Love With the King    | 16. Juni 2013        | 30. Sep. 2013                         | James Kent   | Emma Frost       |
| 2   | Namen in Blut            | The Price of Power       | 23. Juni 2013        | 7. Okt. 2013                          | James Kent   | Emma Frost       |
| 3   | Hexenwind                | The Storm                | 30. Juni 2013        | 14. Okt. 2013                         | James Kent   | Emma Frost       |
| 4   | Die böse Königin         | The Bad Queen            | 7. Juli 2013         | 21. Okt. 2013                         | Jamie Payne  | Lisa McGee       |
| 5   | Das große Schlachten     | War at First Hand        | 14. Juli 2013        | 28. Okt. 2013                         | Jamie Payne  | Malcolm Campbell |
| 6   | Wunden der Vergangenheit | Love and Death           | 21. Juli 2013        | 4. Nov. 2013                          | Jamie Payne  | Nicole Taylor    |
| 7   | Tod eines Narren         | Poison and Malmsey Wine  | 28. Juli 2013        | 11. Nov. 2013                         | Colin Teague | Emma Frost       |
| 8   | Die Liebe meines Lebens  | The King is Dead         | 4. Aug. 2013         | 18. Nov. 2013                         | Colin Teague | Malcolm Campbell |
| 9   | Die Prinzen im Tower     | The Princes in the Tower | 11. Aug. 2013        | 25. Nov. 2013                         | Colin Teague | Emma Frost       |
| 10  | Der Tag der Entscheidung | The Final Battle         | 18. Aug. 2013        | 2. Dez. 2013                          | Colin Teague | Emma Frost       |

## Fortsetzung
Ende August 2013 gab BBC One bekannt, dass es keine Fortsetzung zur The White Queen geben wird. Da sich die Serie jedoch auf dem US-amerikanischen Sender Starz als Quotenerfolg herausstellte, gab dieser im Januar 2014 die Produktion einer Fortsetzung bekannt. Sie basiert auf dem Roman The White Princess von Philippa Gregory und wird auch als Miniserie produziert.

## Rezeption
Bei den Golden Globe Awards 2014 wurde The White Queen für drei Awards nominiert, darunter als Beste Mini-Serie oder TV-Film.